# Pengo (videojuego)
Pengo es un videojuego arcade publicado en 1982 por la empresa Sega.

## Objetivo del juego
El pingüino Pengo es el protagonista de este juego y también fue el primer personaje creado por Sega. La composición de los niveles del juego es parecida a los del Pac-Man: una pantalla única en forma de laberinto. Los enemigos de Pengo, los Sno-Bees, son parecidos a los fantasmas del juego de Namco. Los Sno-Bees vienen también en cuatro variaciones de color.
Un aspecto que diferencia Pengo del Pac-Man es que el laberinto es totalmente interactivo. Cada sección está representada por un bloque de hielo. El jugador usa un joystick de cuatro posiciones y un botón para controlar a Pengo. Pulsando el botón hará que el bloque de hielo se deslice en la dirección en la que está mirando, hasta que choque con otro bloque o el muro, si el espacio que está directamente a continuación no está ocupado por otro bloque o muro. En cambio, si el espacio está ocupado, al pulsar el botón el bloque se romperá.
La meta del juego es acabar con todos los Sno-Bee de la pantalla, usando alguno de estos tres métodos:
- Deslizar bloques de hielos para aplastarlos
- Romper bloques que contengan huevos de Sno-Bee sin eclosionar
- Correr sobre ellos mientras están aturdidos por la sacudida del muro

Al principio de cada ronda, eclosionan un cierto número de huevos y se convierten en Sno-Bees, mientras que otros bloques parpadean indicando que contienen más huevos. A medida que el jugador destruye Sno-Bees, eclosionan más huevos para reemplazarlos. Aplastar varios Sno-Bees con un bloque da puntos extra. Los Sno-Bees pueden romper bloques para intentar llegar a Pengo. Golpear un muro hace que vibre y, temporalmente, aturdir a cualquier Sno-Bees que esté en contacto con él; el jugador puede aplastarlo con un bloque o, simplemente, correr por encima de él para aplastarlo. El contacto con un Sno-Bee cuesta una vida del jugador.
En cada ronda se marcan tres bloques como diamantes, y no se pueden romper. Al colocar estos bloques juntos, en horizontal o vertical, premia al jugador con puntos extra, y aturde temporalmente a todos los Sno-Bee activos. Además, provocará el parpadeo de los bloques que aún contengan huevos sin eclosionar.
Si el jugador elimina a todos los Sno-Bee en menos de 60 segundos, obtendrá más puntos calculados según el tiempo que haya tardado.
En cada ronda, hay un límite de tiempo de 2 minutos de inactividad por parte del jugador. Si se llega a ese límite (por ejemplo, el jugador aturde a los Sno-Bees evitando que le maten), todos los Sno-Bees, incluidos los que aún no han eclosionado, entran en modo de huida.
La música se acelera durante la partida cuando el número de Sno-Bees restantes está por debajo de 1/4 del número de Sno-Bees que comenzaron esa ronda. Y una vez más cuando se entra en la fase de huida.
El proceso de huida del último Sno-Bee es el siguiente:
- cuando quedan dos Sno-Bees, se pone un contador interno a 0
- cuando queda un solo Sno-Bee, el contador se va incrementando; cuando llegue a 12 segundos, el Sno-Bee huirá
- en cambio, si al quedar tres o cuatro Sno-Bees, aplastamos con un bloque a todos ellos menos a uno (no pasamos por el caso de que existan dos Sno-Bees activos), el último Sno-Bee huirá inmediatamente (siempre y cuando llevemos en la ronda más de 12 segundos).

El juego incluye un total de 16 rondas, con distinto número de Sno-Bees y de dificultad. Al finalizar la decimosexta, se vuelva a la primera. Al final de cada ronda par, se muestra una de seis animaciones intermedias.
La generación de los laberintos es totalmente aleatoria, pero como el generador de números es muy simple, se producen repeticiones en los patrones de generación, pero tiene la ventaja de que la posición de los huevos y de los diamantes siempre es la misma.

## Versiones domésticas

### Consolas
- Atari 2600 (1983).
- Atari 5200 (1983).
- Atari XEGS.
- Sega Game Gear (1990).
- Sega Saturn (1997, "Sega Memorial Selection Vol.1").

### Computadoras
- Atari 800 (1983).
- Commodore C64 (1983).
- Commodore C64 (1983, "Petch").
- Tandy Color Computer (1983, "Pengon").
- Amstrad CPC (1986, "Troglo").

### Otros
- Juego de mano LCD (1982) por Bandai.
- Juego portátil VFD (1983) por Bandai.
- Teléfonos móviles (2001).

## Secuelas
- Pepenga Pengo (1995)
- Pengo! (2010)

## Curiosidades
- Paul Hornitzky posee el récord oficial para este juego, con 1 266 320 puntos,[1] en la plataforma MAME, y 1 306 410 puntos[2] en la plataforma arcade.
- La empresa italiana Zaccaria produjo un hack pirateado del juego llamado Penta.
- Las melodías que aparecen en el juego son las siguientes:
  - Popcorn, originalmente editada en el año 1972 por la banda Hot Butter.
  - Himno a la alegría
- Hay una referencia a Pengo en Sonic Riders: Zero Gravity en la pista '80s Boulevard.